# Élections législatives de 1951 au Soudan français
Les élections législatives françaises de 1951 se tiennent le 17 juin. Ce sont les deuxièmes élections législatives de la Quatrième République.

## Mode de scrutin
Représentation proportionnelle plurinominale suivant la méthode du plus fort reste.
Dans le territoire du Soudan français, quatre députés sont à élire.

## Élus
| Député sortant    | Parti | Parti       | Député élu ou réélu | Parti | Parti       |
| ----------------- | ----- | ----------- | ------------------- | ----- | ----------- |
| Fily Dabo Sissoko |       | PPS-SFIO    | Fily Dabo Sissoko   |       | PPS-SFIO    |
| Jean Silvandre    |       | PPS-SFIO    | Jean Silvandre      |       | PPS-SFIO    |
| Mamadou Konaté    |       | UC-RDA-UDSR | Mamadou Konaté      |       | UC-RDA-UDSR |
| Siège créé        |       |             | Hammadoun Dicko     |       | PPS-SFIO    |

## Résultats

### Résultats à l'échelle du département
| Parti    | Parti       | Candidat          | Résultats | Résultats | Sièges | Sièges |
| Parti    | Parti       | Candidat          | Voix      | %         |        |        |
| -------- | ----------- | ----------------- | --------- | --------- | ------ | ------ |
|          | PPS-SFIO    | Fily Dabo Sissoko | 201 866   | 59,73     | 3      |        |
|          | UC-RDA-UDSR | Mamadou Konaté    | 115 490   | 34,17     | 1      |        |
|          | RPF         | Maurice Kaouza    | 20 403    | 6,04      | 0      |        |
|          |             |                   |           |           |        |        |
| Inscrits | Inscrits    | Inscrits          | 916 944   | 100,00    | 4      |        |
| Votants  | Votants     | Votants           | 340 207   | 37,10     |        |        |
| Exprimés | Exprimés    | Exprimés          | 337 989   | 99,35     |        |        |